# Magyar védelmi rendszerek a második világháborúban
A Magyar Királyság 1939-től 1944-ig több védelmi vonalat, illetve védőállást épített ki az akkori Magyarország területén.

## Védelmi vonalak

### Árpád-vonal
Az Árpád-vonal a Magyar Királyi Honvédség védelmi rendszere volt a második világháború idején az Északkeleti- és Keleti-Kárpátokban. Kőrösmezőn Magos (Munk) Dezső irányításával és Réti István érsekvadkerti építőmester vezetésével 1941-42-ben érsekvadkerti és helybeli ruszin  munkások a ruszin faluban  és környékén megtalálható anyagokból és a helyi építészeti megoldásokat felhasználva építették fel a különálló, faháznak álcázott katonai objektumot.

### Attila-vonal
Az Attila-vonal egy Budapest keleti oldalán, 1944 őszén kiépített védelmi rendszer volt a szovjet előrenyomulás megakadályozására. Három sorból állt. Az első Alsógöd–Csomád–Veresegyház–Maglód–Ecser–Dunaharaszti vonalában, a második Dunakeszi–Mogyoród–Isaszeg–Pécel–Pestszentimre–Soroksár vonalában, a harmadik e mögött 5-10 kilométerre húzódott. Az Attila-vonalat kényszermunkában építették katonák,  leventék és civilek, férfiak és nők, magyarok, lengyelek, majd később zsidó munkaszolgálatosok. A vonal áttöréséért a szovjet csapatok nehéz harcokat vívtak 1944. november 4. és december 28. között.

### Karola-vonal
A német hadászati-hadműveleti védelem Észak-Magyarországot lezáró, előre kiépített egyik fő eleme a Kárpát-medencében. A Mátra, Bükk és a Zempléni-hegység déli lejtőin építették ki. Jobbszárnya Aszódnál csatlakozott az Attila-vonalhoz. Aszód - Hatvan szakasza lezárta a Zagyva völgyében a Balassagyarmatra és a Salgótarjánba vezető utakat, a nógrádi bánya- és iparvidéket. A Mátra előterében az Ecséd - Nagyréde - Gyöngyös - Abasár terepszakaszon, a Bükk előterében az Egerszólát - Egerszalók - Andornaktálya - Szomolya - Noszvaj vonalon húzódott. A Karola-vonal második vonalát a Mátrafüred - Gyöngyössolymos, illetve az Egerbakta - Sirok terepszakaszon létesítették. Balszárnya a miskolci irányt (borsodi hadiüzemek) és a Hernád völgyét zárta le a Bodrogra támaszkodva. Fontosabb reteszállásai a Tibolddaróc - Emőd - Tiszalúc - Tisza folyó - Tokaj terepszakaszon, majd a Bodrog folyó jobb partján a Hegyalján és Sárospatakon át Sátoraljaújhelyig húzódtak. Sátoraljaújhelynél csatlakozott hozzá a Gizella-állás.

### Margit-vonal
A Margit-vonal Magyarországon keresztül futó védvonal volt a második világháború idején, amely a Drávát és a Dunát kötötte össze. A Margit-vonal keleti folytatása az ország északkeleti részén, az Északi-középhegység déli oldalán húzódó Karola-vonal volt, míg az Attila-vonal e két fővonal között húzódott a Budapesten, melyet ez utóbbi az Alföld irányából védett. A Margit-vonal vonalvezetése a Dunától kezdődően, délnyugat felé építették ki, a Duna-Kisláng-Tabajd-Velencei-tó-Balatonfőkajár-Marcali-Nagybajom-Gige-Nagyatád-Dráva folyó irányában.

## Védőállások

### Hunyadi-állás
A Hunyadi-állás egy második világháborús erődrendszer volt, az Északkeleti-Kárpátok hágóit lezáró erődítések legkülső vonala. 1941-ben Galíciában, a román határ (a Cseremosz folyó) és a Lengyel Főkormányzóság határa (a San folyó) között munkaszolgálatos alakulatokkal létesítették a Hunyadi-állást, az erődítések legkülső vonalát, az Északkeleti-Kárpátokba vezető völgyek bejáratánál. A német Észak-Ukrajna Hadseregcsoport parancsnoksága szorgalmazta a Hunyadi-állás előretolt állásának kiépítését.

### Szent László-állás
A Szent László-állás 1943. szept.-1944. szept. a Keleti Kárpátokban épített erődvonal része. - Az Árpád-vonal biztosítási öveként a határvonal mentén építették, az ÉK-Kárpátok és a Máramarosi-havasok átjáróit zárta le. Az első világháborús állások fölhasználásával - az Árpád-vonallal egy időben - 1939-ben Kárpátalján, 1940-ben Észak-Erdélyben kezdték építeni, műszakilag megerősített völgyzárakból és reteszállásokból állt. 1943-ban nevezték el. Nagyobb támadó erő megállítására nem volt alkalmas. Fölvételi állásként jelölték ki, hogy a Hunyadi-állás és az Árpád-vonal között legyen egy terepszakasz, ahol a védők visszavonuláskor megkapaszkodhatnak.

### Gizella-állás
A Gizella-állás a Róza-állás és a Karola-vonal között északnyugat-délkelet irányában húzódó, a Karola-vonalat keletről lezáró támpontok rendszere. Déli pontja Sátoraljaújhely, ettől északra a Ronyva-patak jobb partján a Széphalom - Alsóregmec - Alsómihályi terepszakaszt követte. Alsómihályinál kapcsolódott a Róza-álláshoz. 1944. nov. végétől az 1. magyar hegyidandár és a 4. német hegyihadosztály három hétig feltartóztatta a 18. szovjet hadsereget a Gizella-állásra támaszkodva.

### Róza-állás
A Róza-állás a Karola-állás mögött kiépített támpontok rendszere. A Sajó (Rima) - Hernád völgyét zárta le Putnok és Kassa között. A Hernád völgyét Garadna - Vilmány - Regéc - Nagybózsva - Alsómihályi, a Bódva völgyét Edelénynél és a Szögliget - Bódvaszilas, a Sajó völgyét a Bánréve - Serényfalva - Gömörszőlős - Aggtelek terepszakaszon zárta le. 1944. decemberben a 40. szovjet és a 4. román hadsereg a XVII. német és az V. magyar hadtest ellenében lépésről lépésre tudta magát „átrágni" a Róza-álláson.

### Jenő-állás
A Jenő-állás a Balaton - Sió-csatorna - Duna között húzódó megerődített terepszakasz a Margit-vonal keleti szektorának előterében. Nyugati szektora Siófok - Balatonszabadi - Mezőkomárom között a Sió-csatorna bal partján húzódott. Simontornya és Dunaföldvár között természetes akadályra nem támaszkodó keleti szektora Simontornya - Cece - Alap - Alsószentiván - Előszállás - Baracs - Kisapostag - Dunaföldvár (Duna) vonalában húzódott. Balszárnyát a Duna bal partján kialakított Solti hídfő fedezte. Tábori jellegű erődítésekből állt. 1944. nov. 10-től magyar műszaki csapatok kezdték meg kiépítését. 1944. dec. első harmadában a német LVII. páncélos- és LXXII. hadtest magyar és német alakulatai nem tudták a Jenő-állásban feltartóztatni a még építés alatt álló Margit-vonal keleti szektora felé el{retörő 3. Ukrán Front 4. gárdahadseregét, amely a természetes akadállyal fedezetlen keleti szektort támadta.

### Kapos-állás
A Kapos-állás a Balatontól délre a Kapos folyó mentén kiépített állások össze nem függő rendszere. Balszárnya a Jenő-állásra (a Sió-csatornára) támaszkodott. Főbb támpontjai és reteszállásai: Pincehely - Döbrököz - Dombóvár - Szabadi - Nagyberki - Taszár - Kaposvár - Kaposfő - Kiskorpád. 1944. dec. 1-2-án a szovjet 57. hadsereg és 4. gárdahadsereg menetből áttörte.

### Dorottya-állás
A Dorottya-állás a Margit-vonal nyugati szektora (Balaton - Dráva) mögött a Principális-csatorna nyugati partjára támaszkodó ellenállási vonal. Kerecseny - Magyarszerdahely - Nagykanizsa - Fityeház - Murakeresztúr vonalában építették ki. 1945. ápr. 1-2-án a 2. német páncéloshadsereg ellenében az 57. szovjet és az 1. bolgár hadsereg gyorsan áttörte.

### Olga-állás
Az Olga-állás a Margit-vonal mögött a fővédőöv peremvonalától átlagosan 25 km mélységben húzódó harmadik védőöv neve. A Balatonfűzfő - Péti-hegy - Peremarton - Pétfürdő - Várpalota - Csór - Iszkaszentgyörgy - Moha - Sárkeresztes - Borbála-major - Borbála-puszta - Zámoly - Forna-puszta - Csákvár - Bodmér - Szár terepszakaszon húzódott. 1945. márc. 16. után szerepe volt abban, hogy a 6. SS-páncéloshadsereg ki tudta vonni magát a 3. Ukrán Front főerőinek bekerítő hadművelete alól.

### Klára-állás
A Klára-állás a Margit-vonal mögött az Északnyugat-Dunántúlt Komárom - Kisbér - Veszprémvarsány - Zirc - Veszprém - Balatonfűzfő vonalában lezáró tábori erődítések rendszere. Sündisznóállásokból állt. Fővédőöve a Bakonyszentkirály - Zirc - Lókút szakaszon a Győr - Veszprém vasútvonaltól nyugatra húzódó magaslatokon épült ki. Jobbszárnya az Eplény - Veszprém-D (pályaudvar) szakaszon a 8-as főút Márkó - Kislőd - Devecser közti szakaszát zárta le. Veszprémtől délre fővédőöve a Geleméri-major - Litér - Magyaros-hegy vonalon húzódott. A főellenállási vonal itt Villonya - Kiskovácsi között volt. Második állásának jobbszárnya a Veszprém-DNy - Csatárhegy - Nemesvámos - Veszprémfajsz - Alsóörs vonalon épült ki, balszárnya a Gic - Bakonytamási - Pápateszér - Csót közötti országút mentén. Harmadik állása a Nagydém - Lovászpatona - Vanyola terepszakaszon létesült. 1945. márc. 23-25. között a 3. Ukrán Front főerői és a 2. Ukrán Front 46. hadserege nehézség nélkül áttörte a visszavonuló 6. német hadsereg és a 6. SS-páncéloshadsereg fedező erőit.

### Ursula-állás
Az Ursula-állás az Olga-állás mögött hevenyészetten kiépített támpontok rendszere, amely a Bakony- és a Vértes-hegységet elválasztó Móri-árkon átvezetõ (győri, tatai, pápai irány) utakat zárta le. Fehérvárcsurgó - Bodajk - Söréd - Csákberény vonalában húzódott, Zámolynál csatlakozott az Olga-álláshoz.